# Seven de Nueva Zelanda 2016
El Seven de Nueva Zelanda de 2016 fue la decimoséptima edición del torneo de rugby 7 y el tercer torneo de la temporada 2015-16 de la Serie Mundial Masculina de Rugby 7.
Se disputó en la instalaciones del Westpac Stadium de Wellington.

## Fase de grupos

### Grupo A
| Equipo        | Encuentros | Encuentros | Encuentros | Encuentros | Tantos  | Tantos    | Tantos     | Puntos |
| Equipo        | jugados    | ganados    | empatados  | perdidos   | a favor | en contra | diferencia | Puntos |
| ------------- | ---------- | ---------- | ---------- | ---------- | ------- | --------- | ---------- | ------ |
| Nueva Zelanda | 3          | 3          | 0          | 0          | 65      | 14        | +51        | 9      |
| Sudáfrica     | 3          | 2          | 0          | 1          | 96      | 24        | +72        | 7      |
| Escocia       | 3          | 1          | 0          | 2          | 31      | 72        | –41        | 5      |
| Rusia         | 3          | 0          | 0          | 3          | 24      | 111       | –87        | 3      |

Nota: Se otorgan 3 puntos al equipo que gane un partido, 2 al que empate y 1 al que pierda

### Grupo B
| Equipo    | Encuentros | Encuentros | Encuentros | Encuentros | Tantos  | Tantos    | Tantos     | Puntos |
| Equipo    | jugados    | ganados    | empatados  | perdidos   | a favor | en contra | diferencia | Puntos |
| --------- | ---------- | ---------- | ---------- | ---------- | ------- | --------- | ---------- | ------ |
| Fiyi      | 3          | 3          | 0          | 0          | 109     | 24        | +85        | 9      |
| Argentina | 3          | 2          | 0          | 1          | 60      | 57        | +3         | 7      |
| Gales     | 3          | 1          | 0          | 2          | 52      | 80        | –28        | 5      |
| Japón     | 3          | 0          | 0          | 3          | 49      | 109       | –60        | 3      |

### Grupo C
| Equipo         | Encuentros | Encuentros | Encuentros | Encuentros | Tantos  | Tantos    | Tantos     | Puntos |
| Equipo         | jugados    | ganados    | empatados  | perdidos   | a favor | en contra | diferencia | Puntos |
| -------------- | ---------- | ---------- | ---------- | ---------- | ------- | --------- | ---------- | ------ |
| Inglaterra     | 3          | 2          | 0          | 1          | 50      | 36        | +14        | 7      |
| Estados Unidos | 3          | 2          | 0          | 1          | 58      | 60        | –2         | 7      |
| Francia        | 3          | 1          | 0          | 2          | 63      | 58        | +5         | 5      |
| Samoa          | 3          | 1          | 0          | 2          | 49      | 66        | –17        | 5      |

### Grupo D
| Equipo    | Encuentros | Encuentros | Encuentros | Encuentros | Tantos  | Tantos    | Tantos     | Puntos |
| Equipo    | jugados    | ganados    | empatados  | perdidos   | a favor | en contra | diferencia | Puntos |
| --------- | ---------- | ---------- | ---------- | ---------- | ------- | --------- | ---------- | ------ |
| Australia | 3          | 3          | 0          | 0          | 62      | 46        | +16        | 9      |
| Kenia     | 3          | 2          | 0          | 1          | 69      | 29        | +40        | 7      |
| Canadá    | 3          | 1          | 0          | 2          | 71      | 64        | +7         | 5      |
| Portugal  | 3          | 0          | 0          | 3          | 24      | 87        | –63        | 3      |

## Fase Final

### Cuartos de final
| 31 de enero | Nueva Zelanda | 36 - 0 | Kenia |  |  |

| 31 de enero | Inglaterra | 33 - 7 | Argentina |  |  |

| 31 de enero | Australia | 14 - 26 | Sudáfrica |  |  |

| 31 de enero | Fiyi | 21 - 12 | Estados Unidos |  |  |

### Semifinal
| 31 de enero | Nueva Zelanda | 25 - 5 | Inglaterra |  |  |

| 31 de enero | Sudáfrica | 31 - 0 | Fiyi |  |  |

### Final
| 31 de enero | Nueva Zelanda | 24 - 21 | Sudáfrica |  |  |

| Bandera de Nueva Zelanda |
| Campeón Nueva Zelanda    |
| 1º título del circuito   |